# TEŽ trgovina
Tež trgovina d.o.o.(Tvornica električnih žarulja) je hrvatski proizvođač žarulja sa sjedištem u Zagrebu. Osnovana je 1929. pod nazivom TEŽ d.d. Proizvodnju je počela izrađivajući žarulje sa žarnom niti. Danas proizvodi i fluorescentne cijevi, žarulje za javnu rasvjetu... U Zagrebu je podignuta 1936. Nalazi se u ulici Folnegovićevoj 10.